# 森口明好
森口 明好（もりぐち あきよし）は、日本の実業家。三重交通代表取締役社長や、三重県観光連盟会長、三重県観光審議会副会長等を歴任した。三重県産業功労者表彰、三重労働局長表彰受章。

## 人物・経歴
三重県出身。1972年大阪市立大学経済学部卒業、三重交通入社。1992年三重交通乗合事業部長。1997年三重交通企画管理部長。2000年三重交通自動車事業本部副本部長。2003年三重交通取締役自動車事業本部長。2005年三重交通専務取締役。2007年三重交通代表取締役社長。渋滞緩和のため、パークアンドライドの導入を行うなどした。三重県観光連盟会長や、三重県観光審議会副会長、三重労働基準協会連合会副会長、津労働基準協会長等も歴任。平成27年度（第31回）三重県産業功労者表彰受章。2016年度三重労働局長表彰受章。